# Legfelső szintű nemzetközi tartomány
Az internetes névfeloldást végző DNS-ben a legfelső szintű nemzetközi tartomány vagy legfelső szintű nemzetköziesített tartomány (angolul: internationalized country code top-level domain, IDN ccTLD) olyan országkód szerinti legfelső szintű tartomány (ccTLD), ami nem latin írással van leírva, hanem pl. arab vagy cirill betűkkel. A nemzetközi tartománynév kiterjesztésének tekinthető a legfelső szintű tartományokra.
2010 májusában négy ilyen létezik: مصر., السعودية. és امارات. (Egyiptom, Szaúd-Arábia és az Egyesült Arab Emírségek doménjei), és az .рф (Oroszország).
Bár „országkód” szerinti doménekről van szó, sok esetben ezek a nemzetköziesített ccTLD-k nem kódokat, hanem teljes szavakat tartalmaznak. Például a السعودية (as-sa'ūdiyyah) nem Szaúd-Arábia rövidítése, hanem az ország teljes neve arab nyelven.
A nemzetközi ccTLD mellett ezeknek az országoknak van hagyományos, ASCII legfelső szintű tartományneve is. Például Egyiptomé az .eg országkód, amin arab vagy bármilyen más nyelvű honlapokat regisztrálhatnak. A مصر. IDN ccTLD-t ellenben arab nyelvű oldalaknak szánták.

## Történet
Az ICANN bizottsága 2006 decemberében jóváhagyta a Country Code Names Supporting Organization (ccNSO) keretein belül egy legfelső szintű nemzetközi tartománynevekkel foglalkozó munkacsoport létrehozását. 2007 júniusára odáig jutottak, hogy felkérték az IDNC Working Groupot egy javaslat előkészítésére, amit a munkacsoport 2008 júniusáig be is fejezett, „to recommend mechanisms to introduce a limited number of non-contentious IDN ccTLDs, associated with the ISO 3166-1 two-letter codes in a short time frame to meet near term demand.” („mechanizmusok javaslata korlátozott számú, nem vitatott IDN ccTLD-k bevezetésére, az ISO 3166-1-es kétbetűs kódok kapcsán, rövid idő alatt, a rövid távú kereslet kielégítésére”) címmel. A csoport kidolgozott egy módszertant az ICANN Fast Track Process felhasználásával, az ICANN alapszabálya alapján, az Internet Assigned Numbers Authorityvel (IANA) való együttműködéshez: 
1. A TLD-karakterláncok technikai alapjának és az országkód-specifikus folyamatoknak a meghatározása, az IDN ccTLD-vel foglalkozó személyzet és hatóságok kiválasztása, a dokumentáció előkészítése;
2. Az ICANN átvilágítási folyamat elvégzése a technikai javaslat és a közzététel módszere kapcsán;
3. A már megalapozott IANA procedúrák szerinti delegációs folyamat megindítása.

2009 októberében az ICANN úgy döntött, hogy novembertől megkezdi a legfelső szintű nemzetközi tartományokra vonatkozó igénylések fogadását az országok és függő területek képviselőitől. 2009. november 16-ától igényelhetnek az érintett országok és függő területek saját IDN ccTLD-t. Egyiptom, Szaúd-Arábia, az Egyesült Arab Emírségek és az Oroszországi Föderáció volt az első néhány jelentkező ország. 2010 januárjában az ICANN bejelentette, hogy ez az első négy ország túl is jutott a Fast Track String Evaluation fázisán a legfelsőbb szintű nemzetközi tartomány regisztrációjának.  2010 májusára 21 ország 11 különböző nyelven, köztük kínai, orosz, tamil és thai nyelven igényelt nemzetközi ccTLD-t.
2010. május 5-én az első, arab nyelvű implementációk aktiválásra kerültek. Egyiptom a  مصر. ccTLD-t kapta, Szaúd-Arábia a السعودية.-t és az Egyesült Arab Emírségek a امارات.-t (mindegyik jobbról balra olvasandó, ahogy az arabul megszokott).  Az ICANN elnök-vezérigazgatója, Rod Beckstrom az indulást „történelminek” nevezte, egy „földcsuszamlásszerű változásnak, ami mindörökre meg fogja változtatni az online tájképet.” „Ez egy átmenet kezdete, ami az internetet elérhetőbbé és felhasználóbarátabbá fogja tenni a földkerekség milliói számára, bárhol is éljenek és bármilyen nyelvet beszéljenek”, tette hozzá.  A nemzetközi tartománynevekért felelős igazgató, Tina Dam kijelentette, „ez a legfontosabb nap” az internet elindítása óta. Az ICANN szerint azért az arab nyelvű tartománynevekkel indítottak, mivel ez egyike a legszélesebb körben használt nem latin írásrendszerű nyelveknek az interneten.
Az új IDN ccTLD-k azonnal elérhetővé váltak, bár az ICANN elismerte, hogy az elején elképzelhető, hogy nem minden felhasználónak fognak tökéletesen működni.  Egyiptom kommunikációs és informatikai minisztere szerint három egyiptomi vállalat kapta meg elsőként a lehetőséget az új „masr” [مصر átírva] ccTLD használatára. Valószínűleg Egyiptom kommunikációs minisztériuma volt az első működő weboldal, teljesen arab címmel.  Az Oroszországhoz tartozó .рф ccTLD-t május 13-án aktiválták, Bulgária .бг-je továbbra is függőben van.

## Jövőbeli legfelső szintű nemzetközi tartományok
A jelenlegi nemzetközi ccTLD-k listájához lásd: internetes legfelső szintű tartománynevek listája.
A következő ccTLD-ket az IDN ccTLD Fast Track Process nevű procedúrán keresztül igényelték.
| IDN ccTLD | Ország     | ASCII alak        | Átírás   | Jelenlegi ccTLD |
| --------- | ---------- | ----------------- | -------- | --------------- |
| .中国     | Kína       | .xn--fiqs8S       | Zhōngguó | .cn             |
| .中國     | Kína       | .xn--fiqz9S       | Zhōngguó | .cn             |
| .香港     | Hongkong   | .xn--j6w193g      | Hongkong | .hk             |
| الاردن.   | Jordánia   | .xn--mgbayh7gpa   | Al-Ordon | .jo             |
| فلسطين.   | Palesztina | .xn--ygbi2ammx    | Filasṭīn | .ps             |
| قطر.      | Katar      | .xn--wgbl6a       | Katar    | .qa             |
| .ලංකා       | Srí Lanka  | .xn--fzc2c9e2c    | Lanka    | .lk             |
| .இலங்கை     | Srí Lanka  | .xn--xkc2al3hye2a | Ilangai  | .lk             |
| .台灣     | Tajvan     | .xn--kpry57d      | Tajvan   | .tw             |
| .台湾     | Tajvan     | .xn--kprw13d      | Tajvan   | .tw             |
| .ไทย      | Thaiföld   | .xn--o3cw4h       | Thai     | .th             |
| تونس.     | Tunézia    | .xn--pgbs0dh      | Tunis    | .tn             |

## Fordítás
- Ez a szócikk részben vagy egészben az Internationalized country code című angol Wikipédia-szócikk ezen változatának fordításán alapul.  Az eredeti cikk szerkesztőit annak laptörténete sorolja fel. Ez a jelzés csupán a megfogalmazás eredetét és a szerzői jogokat jelzi, nem szolgál a cikkben szereplő információk forrásmegjelöléseként.